# Włodzimierz Scholze-Srokowski
Włodzimierz Leon Scholze-Srokowski (ur. 4 kwietnia 1894 w Krakowie, zm. 1 sierpnia 1972 w Londynie) – oficer dyplomowany piechoty Wojska Polskiego i Polskich Sił Zbrojnych, w 1964 mianowany przez Prezydenta RP na uchodźstwie generałem brygady.

## Życiorys
Urodził się 4 kwietnia 1894 roku w Krakowie, w rodzinie Rajmunda i Kazimiery ze Srokowskich . Był krewnym Stanisława Józefa, Stanisława, Konstantego Srokowskich.
Był porucznikiem piechoty cesarskiej i królewskiej armii. W czasie I wojny światowej dostał się do rosyjskiej niewoli. Po odzyskaniu przez Polskę niepodległości został przyjęty do Wojska Polskiego. Uczestniczył wojnie polsko-bolszewickiej. Był oficerem 83 pułku piechoty. 
3 maja 1922 został zweryfikowany w stopniu kapitana ze starszeństwem z dniem 1 czerwca 1919 i 246. lokatą w korpusie oficerów piechoty. 10 lipca tego roku został zatwierdzony na stanowisku pełniącego obowiązki dowódcy batalionu sztabowego. 31 marca 1924 został mianowany majorem ze starszeństwem z dniem 1 lipca 1923 i 79. lokatą w korpusie oficerów piechoty. 1 listopada 1924 został przydzielony do Wyższej Szkoły Wojennej w Warszawie, w charakterze słuchacza Kursu Normalnego 1924–1926. 11 października 1926, po ukończeniu kursu i otrzymaniu dyplomu naukowego oficera Sztabu Generalnego, został przydzielony do Biura Ogólno-Organizacyjnego Ministerstwa Spraw Wojskowych.

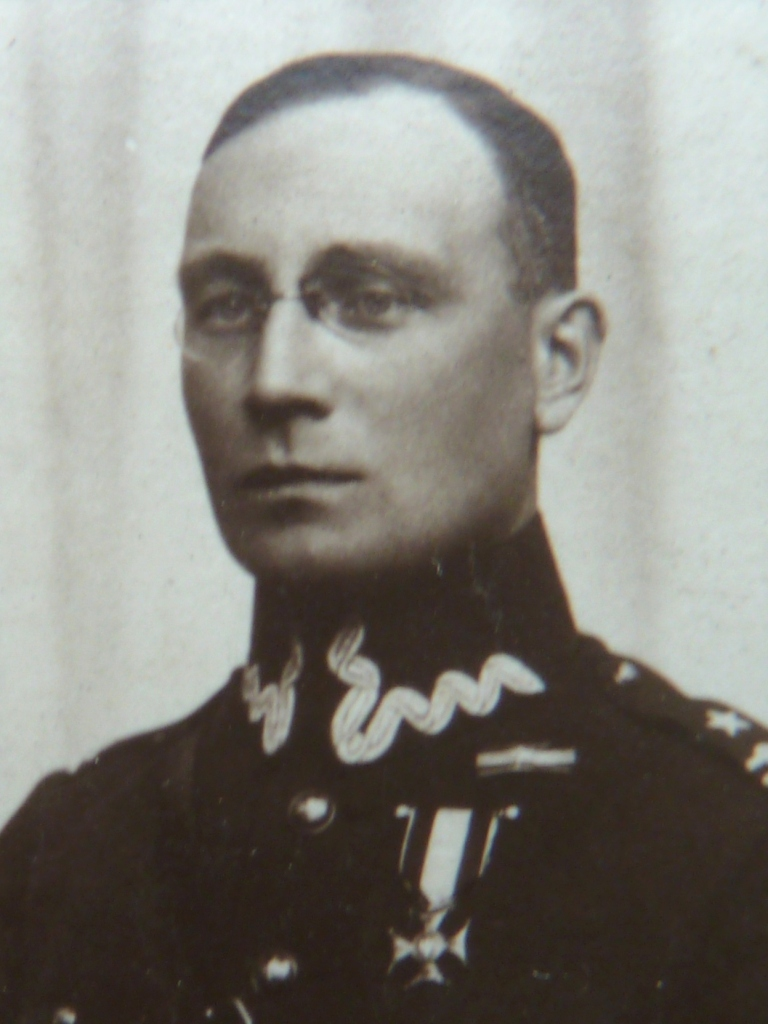
Włodzimierz Scholze-Srokowski jako absolwent WSWoj (1926)

W 1928 pozostając formalnie z przydziałem do 83 pułku piechoty służył w Dowództwie Okręgu Korpusu Nr I. Z dniem 1 listopada 1930 roku został przeniesiony do 72 pułku piechoty w Radomiu na stanowisko zastępcy dowódcy pułku. Został awansowany do stopnia podpułkownika piechoty ze starszeństwem z dniem 1 stycznia 1931. 7 czerwca 1934 roku ogłoszono jego przeniesienie do Szkoły Gazowej na stanowisko wykładowcy. W listopadzie 1934 roku został przeniesiony do Dowództwa Okręgu Korpusu Nr X w Przemyślu na stanowisko kierownika Okręgowego Urzędu Wychowania Fizycznego i Przysposobienia Wojskowego.
Na pułkownika awansował ze starszeństwem z dniem 1 stycznia 1946 roku. Po II wojnie światowej pozostał na emigracji w Wielkiej Brytanii. Prezydent RP August Zaleski mianował go generałem brygady ze starszeństwem z dniem 11 listopada 1964 roku. Zmarł 1 sierpnia 1972 roku w Londynie. Spoczywna na cmentarzu parafialnym w Chrzanowie.
Był żonaty z Walentyną Śnieżko. Nie miał potomstwa .

## Ordery i odznaczenia
- Krzyż Srebrny Orderu Wojskowego Virtuti Militari nr 7711 (1922)[24]
- Krzyż Niepodległości (10 grudnia 1931)[25]
- Krzyż Walecznych (dwukrotnie)
- Złoty Krzyż Zasługi (24 maja 1929)[26]
- Odznaka za Rany i Kontuzje
- Medal Zwycięstwa („Médaille Interalliée”)